# فرودگاه ماو
فرودگاه ماو (به انگلیسی: Mao Airport) یک فرودگاه همگانی با کد یاتا AMO است . این فرودگاه در کشور چاد قرار دارد .